# Mary Louise Cleave
Mary Louise Cleave dr. (Southampton, New York, 1947. február 5. – 2023. november 27.) amerikai űrhajósnő.

## Életpálya
1969-ben a Colorado Állami Egyetemen biológiából diplomázott. 1979-ben a Utah Állami Egyetem mikrobiológiai ökológiából doktorált (PhD). 1971-től 1980-ig dolgozott a Utah Ökológiai Központban, a Vízügyi Kutató Laboratóriumban, majd az Utah Állami Egyetemen.
1980. május 19-től a Lyndon B. Johnson Űrközpontban részesült űrhajóskiképzésben. Két űrszolgálata alatt összesen 10 napot, 22 órát, 02 percet  és 24 másodpercet (262 óra) töltött a világűrben. 174 alkalommal kerülte meg a Földet, megtett 7 275 795 kilométert (3 944 456 mérföldet).
Űrhajós pályafutását 1991 májusában fejezte be. Projektvezetőként SeaWiFS szolgálatában dolgozott. 2007-ig a NASA központjában a Science Mission Igazgatóság munkatársa. 2007-től a Sigma Corporación (Lanham) igazgatósági tagja volt.
2023. november 27-én halt meg, 76 évesen.

## Űrrepülések
- STS–61–B, az Atlantis űrrepülőgép 2. repülésének küldetés specialistája. Három műholdat helyeztek pályairányba. Egy űrszolgálata alatt összesen 6 napot, 21 órát, 4 percet és 49 másodpercet töltött a világűrben. 4 568 883 kilométert (2 466 956 mérföldet) repült, 109 alkalommal kerülte meg a Földet.
- STS–30, az Atlantis űrrepülőgép 4. repülésének küldetés specialistája. Sikeresen útnak indította a Magellan űrszondát. Egy űrszolgálata alatt összesen 4 napot, 00 órát és 56 percet (97 óra) töltött a világűrben. 2 706 912 kilométert (1 477 500 mérföldet) repült, 65-ször kerülte meg a Földet.